# 충절로 (아산시)
충절로(Chungjeol-ro) 충청남도 아산시 선장면 선우대교와 염치읍 서원 교차로를 잇는 충청남도의 도로이다.

## 주요 경유지
충청남도
- 아산시 (선장면 . 신창면 . 염치읍)

## 노선
| 이름                   | 접속 노선                       | 소재지        | 소재지        | 비고          |
| 면천로와 직결          | 면천로와 직결                   | 면천로와 직결 | 면천로와 직결 | 면천로와 직결 |
| ---------------------- | ------------------------------- | ------------- | ------------- | ------------- |
| 선우대교               |                                 | 당진시        | 당진동        |               |
| 선우대교               |                                 | 아산시        | 선장면        |               |
| 선창 교차로 (선창IC교) | 지방도 제623호선 (아산만로)     | 아산시        | 선장면        |               |
| 대흥교                 |                                 | 아산시        | 선장면        |               |
| 신기 교차로            | 부엉산길                        | 아산시        | 선장면        |               |
| 가내 교차로 (가내교)   | 가내길                          | 아산시        | 신창면        |               |
| 궁화 교차로 (궁화교)   | 궁화로                          | 아산시        | 신창면        |               |
| 가덕교                 |                                 | 아산시        | 신창면        |               |
| 가덕 교차로            | 신창로                          | 아산시        | 신창면        |               |
| 강청1교                |                                 | 아산시        | 염치읍        |               |
| 중방 교차로            | 지방도 제624호선 (현대로)       | 아산시        | 염치읍        |               |
| 중방1교                |                                 | 아산시        | 염치읍        |               |
| 중방2교                |                                 | 아산시        | 염치읍        |               |
| 와천1교                |                                 | 아산시        | 염치읍        |               |
| 와천2교                |                                 | 아산시        | 염치읍        |               |
| 서원IC교               |                                 | 아산시        | 염치읍        |               |
| 서원 교차로            | 국도 제39호선 (아산로) 산수리길 | 아산시        | 염치읍        |               |